# Bestuurlijke indeling van Oekraïne
Oekraïne  is onderverdeeld in 24 oblasten (Область, oblast) en een stad met een bijzondere status (Місто зі спеціальним статусом, Misto zi special'nim statusom) (Kiev). De tweede stad met bijzondere status (Sebastopol) en de autonome republiek van de Krim zijn geannexeerd door Rusland, maar worden de jure door Oekraïne en veel andere landen beschouwd als deel van Oekraïne. Een deel van de oblasten Cherson, Donetsk, Loehansk en Zaporizja zijn in 2022 ook geannexeerd door Rusland.
De oblasten zijn verdeeld in rajons. Binnen de rajons bestaan vervolgens gromada's. Er bestaan drie verschillende soort gromada's:
- stadsgemeenten (міська громада)
- stad- en landgemeenten (селищна громада)
- landgemeenten (сільська громада)

## Oblasten

Bestuurlijke indeling van Oekraïne.

De meeste van de Oekraïense oblasten (vgl. provincies) zijn genoemd naar hun hoofdsteden. Uitzonderingen hierop zijn: de oblast Kiev (aangezien de hoofdstad Kiev als stad met een bijzondere status niet tot de oblast Kiev behoort), de oblast Dnjepropetrovsk (de hoofdstad is Dnipro), de oblast Kirovohrad (de hoofdstad is Kropyvnytsky), de oblast Transkarpatië (de hoofdstad is Oezjhorod) en de oblast Wolynië (de hoofdstad is Loetsk).
| - Charkiv - Cherson - Chmelnytsky - Dnjepropetrovsk - Donetsk - Ivano-Frankivsk |  | - Kyiv - Kirovohrad - Lviv - Loehansk - Mykolajiv - Odessa |  | - Poltava - Rivne - Soemy - Ternopil - Transkarpatië - Tsjerkasy |  | - Tsjernihiv - Tsjernivtsi - Vinnytsja - Wolynië - Zaporizja - Zjytomyr |

## Krim
De autonome republiek van de Krim op het schiereiland Krim wordt vooral bewoond door Russen en in mindere mate door Oekraïners en Krimtataren. De Krim claimde zelfbestuur op 5 mei 1992, maar stemde snel in met een autonome status. De stad Sebastopol heeft een speciale status. In 2014 werden autonome republiek van de Krim en de stad Sebastopol bezet en geannexeerd door Rusland. De eenzijdige annexatie wordt niet erkend door onder meer Oekraïne en de landen van de Europese Unie.

## Stad met een bijzondere status
Kiev heeft een speciale status. De exacte inhoud van die status wordt door de wet bepaald. Kiev heeft die status omdat het de hoofdstad van het land is; Sebastopol dat ook een speciale status had, is een belangrijke marinestad en de thuishaven van de Russische Zwarte Zeevloot.